# Life (film 2017)
Life – amerykański film fantastycznonaukowy z elementami horroru i dreszczowca w reżyserii Daniela Espinosa, którego premiera miała miejsce 18 marca 2017 roku podczas South by Southwest.

## Fabuła
Na stację kosmiczną krążącą wokół Ziemi przylatuje sonda kosmiczna z próbkami gleby z Marsa. Naukowcy obecni na stacji zaczynają je badać i znajdują w nich ślady życia. Znaleziony organizm zaczyna ewoluować, a załoga stacji kosmicznej nadaje mu imię Calvin. Niestety odkryte stworzenie zaczyna być większe, bardziej niebezpieczne i w końcu ucieka z laboratorium. Zaczyna polować na członków załogi, a ci próbują przetrwać.

## Obsada
Źródło – Metacritic
- Ryan Reynolds – Rory Adams
- Jake Gyllenhaal – doktor David Jordan
- Rebecca Ferguson – doktor Miranda North
- Hiroyuki Sanada – Sho Murakami
- Ariyon Bakare – doktor Hugh Derry
- Olga Dihovichnaya – Ekaterina Golovkina
- Ariyon Bakare – Hugh Derry
- Jesus Del Orden – student
- Allen McLean – student
- Leila Grace Bostwick-Riddell – studentka
- Mari Gvelesiani – student
- David Muir – prezenter 20/20
- Elizabeth Vargas – prezenter 20/20
- Camiel Warren-Taylor – Dominique
- Haruka Kuroda – lekarka
- Naoko Mori – Kazumi
- Alexandre Nguyen – rybak
- Hiu Woong-Sin – rybak

## Odbiór
Life otrzymało mieszane recenzje od krytyków. W agregatorze Metacritic średnia ocen od recenzentów wynosi 54/100 (na podstawie 44 recenzji). Natomiast w serwisie Rotten Tomatoes 67% recenzji zebranych od krytyków było pozytywnych, a średnia ocen wynosi 5,9/10 (na podstawie 221 recenzji).
Film zarobił 100,5 miliona dolarów amerykańskich (30,2 mln w Stanach Zjednoczonych oraz 70,3 mln w pozostałych krajach) przy budżecie wynoszącym 58 milionów.